# Europrivacy
Europrivacy es un esquema de certificación integral diseñado para evaluar y verificar el cumplimiento del Reglamento General de Protección de Datos (RGPD).
Desarrollados en el contexto del programa de investigación europeo, los criterios Europrivacy han sido aprobados por el Comité Europeo de Protección de Datos (CEPD) para servir como Sello Europeo de Protección de Datos según el Art. 42 del RGPD. Está reconocido formal y legalmente por los 30 Estados miembros de la UE y del EEE.
Europrivacy está gestionada por el Centro Europeo de Certificación y Privacidad (ECCP) en Luxemburgo y mantenida por la Junta Internacional de Expertos en materia de protección de datos, seguridad informática y certificación. Cuenta con el apoyo de un ecosistema de expertos, instituciones de investigación y socios oficiales, incluidos organismos de certificación, bufetes de abogados, empresas de consultoría y proveedores de soluciones.

## Metodología de evaluación
Los criterios de Europrivacy se han diseñado para ayudar a los responsables y procesadores de datos a verificar, documentar y certificar su cumplimiento con el RGPD, permitiéndoles reducir los riesgos legales y financieros, así como comunicar y valorar su cumplimiento. Aprovechando los resultados de la investigación, Europrivacy ha integrado varios enfoques innovadores en su estructura y metodología de evaluación.

## Reconocimiento y acreditación
Desde octubre de 2022, Europrivacy ha sido reconocido oficialmente en todos los Estados miembros de la UE por el Comité Europeo de Protección de Datos (CEPD) como Sello Europeo de Protección de Datos.Este reconocimiento garantiza que las organizaciones certificadas cumplen y continúan cumpliendo con las normas GDPR.
Aunque fue diseñado específicamente para cumplir las regulaciones de la UE, el reconocimiento y la adopción de Europrivacy por parte de organizaciones internacionales reflejan su influencia más allá de Europa. El marco ofrece un enfoque estandarizado para el cumplimiento de la privacidad, que ayuda a las empresas multinacionales a demostrar su adhesión a las normas de protección de datos. Esta relevancia global se pone aún más por el papel que desempeña Europrivacy en la facilitación de las transferencias transfronterizas de datosy mejorar las prácticas de privacidad en diversas jurisdicciones, contribuyendo así a un estándar mundial más consistente para la protección de datos.

## Recursos para el desarrollo profesional y networking
El Europrivacy Academy y el Europrivacy Community ofrecen recursos relacionados con la certificación y el cumplimiento del RGPD. La Europrivacy Academy ofrece cursos de capacitación que cubren diversos aspectos del RGPD, desde los principios básicos hasta estrategias de cumplimiento avanzadas diseñadas para diferentes roles profesionales, incluidos los responsables de protección de datos, los implementadores y los auditores. Mientras tanto, la Comunidad Europrivacy sirve como plataforma para que los profesionales compartan conocimientos, discutan desafíos y se mantengan actualizados sobre los últimos avances en protección de datos.Estos recursos tienen como objetivo ayudar a las personas y organizaciones a comprender y mantener la certificación de cumplimiento del RGPD.